# Phanerotoma bidentula
Phanerotoma bidentula är en stekelart som beskrevs av Herbert Zettel 1992. Phanerotoma bidentula ingår i släktet Phanerotoma och familjen bracksteklar. Inga underarter finns listade i Catalogue of Life.